# Jozef Steiner
Jozef Steiner (18. března 1924, Prešov – 27. srpna 2009) byl slovenský fotbalista, obránce a po skončení aktivní kariéry fotbalový trenér. Jeho bratrem byl ligový fotbalista Ladislav Steiner, další bratr Pavol Steiner byl slovenským ligovým fotbalistou.

## Fotbalová kariéra
V československé lize hrál za Jednotu/Dynamo ČSD Košice, Duklu Prešov, Sokol NV Bratislava, na vojně za Tankistu Praha a Slovan Bratislava. Gól nedal. Se Slovanem získal tři mistrovské tituly.

## Ligová bilance
| Ročník                                     | Zápasy | Góly |                     |
| ------------------------------------------ | ------ | ---- | ------------------- |
| Státní liga 1947/48                        | -      | 0    | ŠK Jednota Košice   |
| Státní liga 1948                           | -      | 0    | ŠK Jednota Košice   |
| Celostátní československé mistrovství 1949 | -      | 0    | Dynamo ČSD Košice   |
| Celostátní československé mistrovství 1950 | -      | 0    | Dukla Prešov        |
| Celostátní československé mistrovství 1950 | -      | 0    | Sokol NV Bratislava |
| Mistrovství československé republiky 1951  | -      | 0    | Sokol NV Bratislava |
| Mistrovství československé republiky 1952  | -      | 0    | NV Bratislava       |
| Přebor československé republiky 1953       | -      | 0    | Tankista Praha      |
| Přebor československé republiky 1954       | -      | 0    | Tankista Praha      |
| Přebor československé republiky 1955       | -      | 0    | Slovan Bratislava   |
| CELKEM                                     | -      | 0    |                     |

## Trenérská kariéra
- 1956 VSS Košice
- 1957/58 Tatran Prešov
- 1958/59 Tatran Prešov
- 1959/60 Tatran Prešov
- 1964/65 Tatran Prešov
- 1965/66 Tatran Prešov